# 팔레스타인 입법회
팔레스타인 입법회(영어: Palestinian Legislative Council, PLC, 아랍어: المجلس التشريعي الفلسطيني)는 팔레스타인 자치 정부의 단원제 입법부로, 팔레스타인 영토(서안 지구와 가자 지구)의 16개 선거구에서 팔레스타인인 거주민이 선출한 의원 132명으로 구성되어 있다. 정족수 기준은 3분의 2이며, 2006년 총선 이후 하마스 소속 의원이 132석 중 74석을 차지하고 있다. 팔레스타인 입법회의 실질적 기능은 2007년부터 정지되었으며, 2023년 11월 기준 정지된 채 그대로이나, 간헐적으로 의회 토론을 진행하는 등 낮은 비율로 소속 의원들이 업무를 보기도 한다.
팔레스타인 입법회는 오슬로 협정에 따라 형성되었으며, 선거 방법, 구성, 보유 권력, 의무 등은 제2차 오슬로 협정에 규정되어 있다. 팔레스타인 입법회의 권한은 서안 지구 및 가자 지구에서 구획 A와 구획 B의 민간 행정에만 한정되며, 안보 관련 문제는 이스라엘 방위군이 관리하고, 이스라엘이 완전히 통제하는 구획 C는 입법회가 아무런 권한을 갖지 못한다.
2006년 진행된 총선이 마지막 입법회 총선이었으며, 2007년 파타-하마스 분쟁 이후부터 입법회는 실질적인 기능을 잃었으며, 법령은 대통령의 명령 형태로 시행되었다. 2021년 5월 3차 총선이 예정되어 있었으나, 무기한 연기되었다.

## 역사

### 제1대 입법회 (1996년~2006년)
1996년 1월 20일 첫 번째 총선이 열렸으며, 선거구제에 따른 단순한 다수제를 채택하였다. 하마스는 이 총선을 보이콧하였으며, 이로 인해 파타가 전체 88석 중 62석을 차지하였다. 첫 입법회 회의는 1996년 3월 7일 개최되었다. 팔레스타인 입법회의 목적은, 당초 의회가 설립될 때까지의 임시 기구로 만들어진, 야세르 아라파트-파타 통제 하의 자치 정부를 대체하는 것이었으나, 아라파트는 자신의 권력을 입법회로 넘기지 않았다.
2003년 9월 6일, 마흐무드 압바스 총리의 사퇴 후, 입법회 대변인 아흐메드 쿠레이가 총리 대행으로서 활동하였다. 쿠레이는 2003년 10월 7일부터 2006년 1월 26일까지 총리직을 맡았다.

### 제2대 입법회 (2006년~현재)
2003년 제정된 팔레스타인 기본법 제66조에 따르면, 새 정부의 결성에는 팔레스타인 입법회의 동의가 필요했다. 2005년 6월 입법회는 입법회 의석 수는 88석에서 132석으로 늘렸으며, 이 중 절반은 기존의 선거구 다수제로, 나머지 절반은 비례대표제에 따라 선출하기로 정하였다.
2005년 8월 통과된 기본법 개정안에서는 대통령의 임기를 4년으로 정하고, 2회를 초과하여 연임할 수 없도록 하였으며, 동시에 입법회 의원의 임기를 선거일 기준 4년으로 정하였다. 2006년 1월 25일 두 번째 총선이 진행되었으며, 하마스가 압승을 거두었다. 제2대 팔레스타인 입법회는 2006년 2월 18일 시작되었으며, 같은 해 3월 29일에는 하마스 주도의 새 정부가 결성되었다.
유럽연합에서 파견한 총선 참관단은 법적 기반, 정치적 환경 및 운동, 선거 운동, 투표, 개표 등 선거 전반을 지원하였다. 미국 국제개발처는 팔레스타인 총선에 230만 달러를 지원하였는데, 일부에서는 압바스 대통령과 파타를 강화하기 위한 것이었다고 주장하기도 한다.
2007년 6월 하마스의 가자 지구 장악 이후, 가자 지구를 중심으로 활동하는 하마스 소속 입법회 의원들은 가자에서 별도로 회의를 열었기 때문에, 서안 지구와 가자 지구 모두 입법회 정족수에 미달되게 되었다. 이후 입법회는 열리지 않았다. 각종 법령은 대통령 명령의 형태로 실시되는데, 이 행위가 법적으로 정당한지에 대해서는 지속적인 논란이 있으며, 특히 하마스는 이렇게 시행된 법령과 결정을 인정하지 않는다. 하므스의 가자 지구 장악 이후 압바스 대통령은 비상사태를 선포하였으며, 새 정부의 결성에 입법회의 동의를 필요로 한다는 기본법 조항의 효력을 정지시켰다.

### 제3대 입법회
2007년 9월 하마스의 가자 지구 장악 이후, 압바스 대통령은 대통령령으로 입법회의 선출 방식을 전체 비례대표제로 변경함으로서, 기능하지 않는 입법회를 우회하였다.
기본법에서 규정한 팔레스타인 입법회 의원 임기는 4년이지만, 2006년 총선 이후 총선은 열리지 않았다. 파타와 하마스는 2014년 맺은 합의에서 세 번째 총선을 2014년 경 개최하기로 합의하였지만, 파타와 하마스 간 갈등이 계속됨에 따라 연기되었다.
2021년 5월 22일 다음 총선이 예정되어 있었으나, 2021년 4월 29일자로 무기한 연기되었다.

## 기능 제한
팔레스타인 입법회는 결성 초기부터 여러 이유로 인해 제대로 기능할 수 없었다.
- 이동의 자유 축소: 최초 결성 다음 달부터, 대부분 파타 당원으로 이루어진 당시 입법회 의원들은 이스라엘의 이동의 자유 제한 조치를 적용받았다. 매우 가까운 거리를 이동하더라도 여행 허가를 받아야 했으며, 허가서 발급 자체가 거부되는 경우도 있었다.[5][21][22] 하지만 이에 대해, 2001년 유럽 의회는 2001년 "팔레스타인 입법회는 회의 참석을 방해받지 않는 경우가 더 많다"고 지적하는 결의안을 발표하였다.[23]
- 외부와의 격리: 이스라엘은 입법회 관계자가 국제 사회와 접촉하는 것을 막고 있으며, 유럽 의회 의원들의 가자 지구 방문이 거부되기도 했다.[24][25]
- 이스라엘의 입법부 구성 간섭: 이스라엘은 반감을 가진 정치인에 대해 체포하거나, 영장 없이 집행하는 행정 구금을 통해, 정치 활동을 방해하고 있다.[26] 2006년 총선 이후 진행된 여름비 작전에서 이스라엘은 입법회 의원 다수를 체포 및 구금하였다.[27][28] 이스라엘은 이 방법을 통해 입법회의 의원 구성을 바꾸고 있다..[29][30]
- 2007년 가자 전투 이후 팔레스타인 정부를 실질적으로 두 객체로 나눔으로서, 입법회가 개최되지 못하게 하였다.[15]
- 오슬로 협정 및 중동 평화 로드맵에 대한 정당성 논란으로 인해, 팔레스타인 입법회의 입지가 약화되었다.

## 팔레스타인 국민평의회와의 관계
팔레스타인 입법회는 팔레스타인 영토 내 주민의 선출로 구성되긴 하지만, 팔레스타인 자치 정부가 팔레스타인의 정부 자체가 아닌, 해당 지역의 자치 정부인 것과 마찬가지로, 팔레스타인 입법회는 팔레스타인의 의회가 아니다. 유엔에서 인정한 팔레스타인의 정부는 팔레스타인 해방기구이며, 해방기구에는 자체적인 의회인 팔레스타인 국민평의회가 존재한다. 팔레스타인 해방기구는 직접 팔레스타인 입법회에 의원 후보를 내지는 않지만, 해방기구에 소속된 정당에서는 후보로 출마할 수 있다. 이 중 가장 큰 정당은 파타이다.
팔레스타인 자치 정부의 1995년 제13호 선거법에 따르면, 팔레스타인 입법회의 의원 132명은 자동으로 팔레스타인 국민평의회의 의원으로 선정된다. 이 조항은 2005년 제9호 선거법에서, 국민평의회에 대한 언급 자체가 삭제되며 폐지되었으나, 압바스 대통령의 명령으로 발효된 2007년 제2호 선거법에서 다시 등장하였으며, 특히 2007년 법령에는 "국민평의회와 달리 입법회는 점령지에서의 팔레스타인 인구를 대표할 뿐이며, 팔레스타인인 전체의 정치적 의사를 반영하지 않는다"고 명기하였다. 이 법령은 입법회와 국민평의회 모두 제정에 관여하지 않았기 때문에, 법적으로 정당한지에 대해서는 논란이 있다.
2015년 7월 기준, 마흐무드 압바스는 파타 소속원이자 팔레스타인 해방기구 대표이며, 팔레스타인 자치 정부의 대통령직을 주장하고 있다. 팔레스타인 해방기구와 팔레스타인 자치 정부 사이 역할 구분은 명확하지 않으며, 둘 모두 실질적으로 활동하지 않고 있다. 두 의회의 입법부로서의 역할은 팔레스타인 중앙 의회에서 처리하고 있다.

## 건물

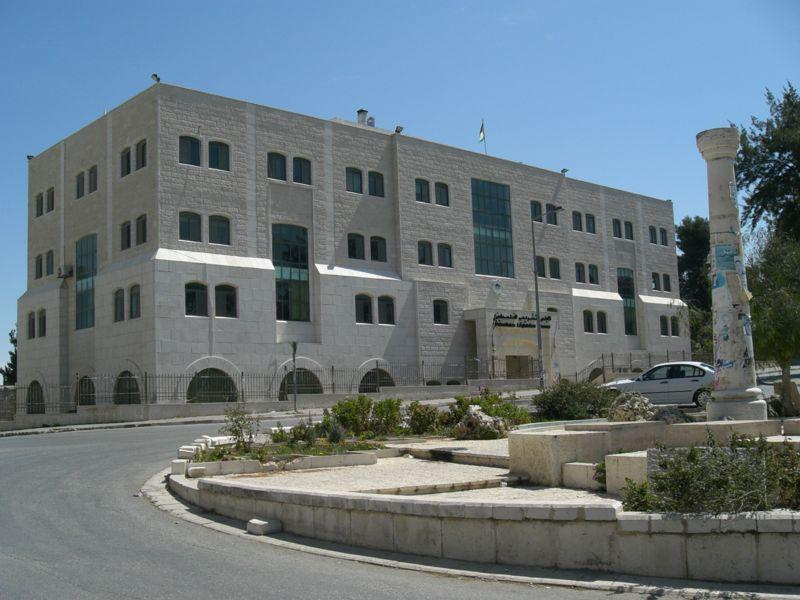
라말라에 있는 입법회 건물.

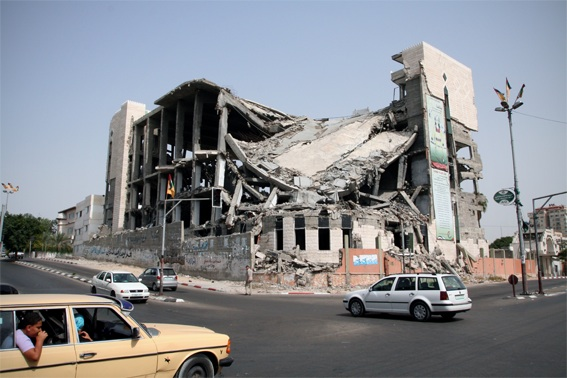
2009년 9월, 가자에 있는 입법회 건물이 파괴된 모습.

서안 지구에서는, 라말라의 교육부 건물에서 회의가 열리며, 라말라 인근 알비레에는 입법회 행정 사무소가 있다. 가자 지구에서의 본부는 가자 리말에 본부가 있다.
2000년 동예루살렘 근처 아부디스에서 입법회 건물의 건설이 시작되었으나, 결국 완공되지 못했다.
팔레스타인 입법회 건물은 지속적으로 이스라엘 공격의 대상이 되었다. 2002년 서안 지구에 있는 입법회 본부가 심하게 손상되었다. 가자 전쟁 도중인 2009년 1월에는 가자에 있는 본부가 폭격을 맞았는데, 유엔 골드스톤 사절단은 "군사적 필요에 따라 정당화되지 않는, 불법적이고 무자비한 광범위한 재산 파괴"라고 칭하며 비판하였다. 가자에 있는 본부는 2009년 9월 완전히 파괴되었다.